# إدوين ك. جونسون
إدوين ك. جونسون (بالإنجليزية: Edwin C. Johnson) هو برقياتي ‏ وسياسي أمريكي، ولد في 1884 في سكانديا في الولايات المتحدة، وتوفي في 30 مايو 1970 في دنفر في الولايات المتحدة. حزبياً، نشط في الحزب الديمقراطي.

## مناصب
- انتخب نائب حاكم كولورادو [الإنجليزية]‏ (1931 – 1933).
- انتخب Governor of Colorado [الإنجليزية]‏ (10 يناير 1933 – 1937).
- انتخب Governor of Colorado [الإنجليزية]‏ (11 يناير 1955 – 8 يناير 1957).
- انتخب عضو مجلس نواب كولورادو.
- انتخب عضو مجلس الشيوخ الأمريكي.